# Péril de Sziget
Le Péril de Sziget (hongrois : Szigeti veszedelem) est un poème épique hongrois publié en 1651. Écrit par Miklós Zrínyi et articulé en 15 parties, il relate le siège de Szigetvár de 1566 et la sortie finale des défenseurs, au cours de laquelle une armée hongro-croate en grande infériorité numérique stoppa l'invasion ottomane menée par Soliman Ier.

## Pages liées
- Épopée nationale